# Plagiotremus tapeinosoma
Plagiotremus tapeinosoma är en fiskart som först beskrevs av Bleeker, 1857.  Plagiotremus tapeinosoma ingår i släktet Plagiotremus och familjen Blenniidae. Inga underarter finns listade i Catalogue of Life.